# Ichirō Mizuki
Ichirō Mizuki (水木一郎, Mizuki Ichirō), né Toshio Hayakawa (早川俊夫, Hayakawa Toshio) le 7 janvier 1948 à Tōkyō au Japon et mort le 6 décembre 2022. Il est seiyū, acteur, parolier, compositeur et chanteur japonais de J-pop depuis 1968.  Il mesure 1,70 m et son groupe sanguin est O. 
Mizuki travaillait pour Yellow Bird. Il est diplômé de la Setagaya Gakuen School.

## Biographie
Ichirō Mizuki est un célèbre et très prolifique chanteur japonais d'anison (pour anime songs), mais aussi un parolier, compositeur, seiyū et acteur. Il est plus connu pour son travail sur des chansons d'anime et de tokusatsu, mais a également interprété de nombreuses chansons pour le cinéma, la télévision et les jeux vidéo. Il est surnommé onii-san (grand frère en japonais) par ses fans et ses collègues interprètes d'anison. Il est aussi souvent appelé Aniki, terme rapportant à une forme de respect envers un proche plus âgé ou un supérieur hiérarchique, traduisible par « grand frère ». En termes de renommée, il est seulement égalé par une poignée de chanteurs d'anison, dont un certain nombre l'ont rejoint pour former le groupe JAM Project.
En juillet 1968, Mizuki sort son premier single appelé Kimi ni sasageru boku no uta , une chanson composée par Kanae Wada. Mais il est sans doute plus célèbre pour ses performances postérieures: l'interprétation des chansons des séries TV d'anime Mazinger Z, Great Mazinger, Tekkaman: The Space Knight, Steel Jeeg, Combattler V, Mechander Robo, Albator, le corsaire de l'espace, Golion et Transformers: Zone.
Son impressionnante discographie dans les années 1970 le conduit à être surnommé « Aniking » (アニキング, Anikingu) et « Empereur de Chansons Anime » (アニメソングの帝王, Anime Songu no Teiō), Mitsuko Horie étant la « Reine » et Hironobu Kageyama le « Prince ». Mizuki fait également partie du jury du Animax Anison Grand Prix, avec Horie et Yumi Matsuzawa,.
En janvier 1983, il sort la chanson Romantic again, pour laquelle il a été récompensé par un disque d'or.
En 1997, son contrat se termine avec Columbia Records au Japon. Il sort alors l'album Super Robot Wars Vocal Collection avec le label First Smile Entertainment. Ce fut le début de la tournée Super Robot Spirits, qui est toujours en cours et qui attire chaque année des milliers d'amateurs.
En 1998, il démarre le programme radio Super Robot Spirits.
Du 30 au 31 août 1999, il donne un concert où il chante en 24 heures 1000 chansons. Le succès de ce « concert aux mille chansons » est devenu légendaire au Japon.
Le 19 juillet 2000, il forme avec les chanteurs d'anison Hironobu Kageyama, Masaaki Endoh, Eizo Sakamoto et Rica Matsumoto le « super-groupe » JAM Project. Participant jusqu'en août 2002, il a depuis ramené son statut formel dans le groupe à « membre à temps partiel », et se concentre maintenant sur la production du groupe et la détection de futurs talents.
En février 2001, il tient une représentation live à Hong Kong à la convention Hong Kong Character Showcase. Puis, en novembre, il sort la chanson thème Atsukurushiize pour le drama Ryōri Shōnen K-Taro sur la NHK. Le même mois, il publie un album pour le 30e anniversaire de ses débuts, intitulé Aniki Jishin.
En 2002, il participe à l'un des plus célèbres talk-shows du Japon, Tetsuko no heya.
Le 19 juin 2002, il donne une représentation pour la cérémonie d'ouverture de l'équipe de baseball professionnel japonaise les Chunichi Dragons du Nagoya Dome. Il y a notamment chanté la chanson thème de l'équipe Chunichi Dragon, Moeyo Dragons 2002, qui a été publiée par Nippon Columbia.
Une de ses performances de 2007 est Stormbringer, le générique de début de Kōtetsushin Jeeg (en tant que membre de JAM Project). Fort logiquement, Kōtetsushin Jeeg est une suite de Steel Jeeg, un anime pour lequel Mizuki a chanté le générique de début des années plus tôt.
Il meurt le 6 décembre 2022 des suites d'un cancer des poumons, l'annonce de son décès étant faite par son agence le 12 décembre par voie de communiqué sur les réseaux.

## Rôles en tant qu'acteur
En plus de sa carrière de chanteur, Mizuki a joué de nombreux rôles en tant que seiyū et comme acteur. Il a notamment doublé le personnage de Yoldo dans le premier épisode de l'OAV Dangaioh, celui de Rat Hector dans Koraru no Tanken, et plus récemment le bandit Keisar Ephes dans le jeu vidéo Super Robot Wars Alpha 3. 
Ses rôles en tant qu'acteur incluent Dr. Ben dans Spielvan, VoiceLugger Gold dans VoiceLugger et notamment Ichirōta Onuki dans Kamen Rider W, une série de tokusatsu basée sur le dernier scénario de Shotaro Ishinomori, écrit juste avant sa mort. Il a également interprété le personnage principal de Bobobo-bo Bo-bobo dans le premier jeu de la série sur PlayStation 2, ainsi que chanté la chanson thème.

## Discographie

### Singles
- juillet 1968 : Kimi ni sasageru Boku no Uta (君にささげる僕の歌?)
- avril 1970 : Dare mo inai Umi (誰もいない海?)
- 21 novembre 1990 : Natsukashi Kutte Hero ~I'll Never Forget You!~ (懐かしくってヒーロー~I'll Never Forget You!~?)
- 1er juin 1992 : Natsukashi Kutte Hero PartII ~We'll Be Together Forever!~ (懐かしくってヒーロー・PartII~We'll Be Together Forever!~?)
- 21 janvier 1994 : SEISHUN FOR YOU ~Seishun no Uta~ (SEISHUN FOR YOU~青春の詩~?)
- 3 septembre 1997 : 221B Senki Single Version (221B戦記 シングルバージョン?)
- 1er septembre 1999 : Golden Rule ~Kimi wa mada Maketenai!~ (Golden Rule~君はまだ負けてない!~?) / Miagete goran Yoru no Hoshi wo (見上げてごらん夜の星を?)
- 7 juin 2006 : Gōshaku! Chōjin Ne'igā ~Midaga omedaji~ (豪石!超神ネイガー~見だがおめだぢ~?) / Tōi Kaze no Naka de (遠い風の中で?)
- 23 janvier 2008 : Nanno koreshiki Furoshikiman (なんのこれしき ふろしきマン?) / Fighter the FUGU
- 16 septembre 2009 : Chōjin Ne'igā ~Seigi no Inaho~ (超神ネイガー~正義ノ稲穂~) / Yume Kariudo, 夢刈人?)

### Albums
- 21 juin 1989 : OTAKEBI Sanjō! Hoeru Otoko Ichirō Mizuki Best (OTAKEBI参上!吠える男 水木一郎ベスト?)
- 1er mai 1990 : Ichirō Mizuki OTAKEBI 2 (水木一郎 OTAKEBI2?)
- 1er septembre 1990 : Ichirō Mizuki All Hits Vol.1 (水木一郎 大全集Vol.1?)
- 21 février 1991 : Ichirō Mizuki All Hits Vol.2 (水木一郎 大全集Vol.2?)
- 21 avril 1991 : Ichirō Mizuki Ballade Collection ~SASAYAKI~ Vol.1 (水木一郎バラード・コレクション～SASAYAKI～Vol.1?)
- 21 août 1991 : Ichirō Mizuki All Hits Vol.3 (水木一郎 大全集Vol.3?)
- 21 février 1992 : Ichirō Mizuki All Hits Vol.4 (水木一郎 大全集Vol.4?)
- 21 août 1992 : Ichirō Mizuki All Hits Vol.5 (水木一郎 大全集Vol.5?)
- 21 avril 1993 : Dear Friend, avec Mitsuko Horie
- 21 janvier 1994 : Ichirō Mizuki no Tanoshii Asobi Uta (水木一郎のたのしいあそびうた?)
- 19 août 1995 : Ichirō Mizuki Best & Best (水木一郎 ベスト&ベスト?)
- 19 juillet 1997 : ROBONATION Ichirō Mizuki Super Robot Complete (ROBONATION 水木一郎スーパーロボットコンプリート?)
- 21 mars 1998 : Neppū Densetsu (熱風伝説?)
- 30 janvier 1999 : Neppū Gaiden -Romantic Master Pieces- (熱風外伝-Romantic Master Pieces-?)
- 21 novembre 2001 : Aniki Jishin ~30th Anniversary BEST~ (アニキ自身~30th Anniversary BEST~?)
- 4 août 2004 : Ichirō Mizuki Best of Aniking -Red Spirits- (水木一郎 ベスト・オブ・アニキング -赤の魂-?)
- 6 octobre 2004 : Ichirō Mizuki Best of Aniking -Blue Spirits- (水木一郎 ベスト・オブ・アニキング -青の魂-?)
- 27 février 2008 : Dear Friend 2007 ~Futari no Anison~ (Dear Friend 2007 ~ふたりのアニソン~?), avec Mitsuko Horie
- 27 février 2008 : Debut 40th Anniversary: Ichirō Mizuki Best (デビュー40周年記念 水木一郎 ベスト?)
- 2 juillet 2008 : Ichirō Mizuki Debut 40th Anniversary CD BOX: Michi ~road~ (水木一郎デビュー40周年記念CD-BOX 道~road~?)
- 16 juillet 2008 : WAY ~GRAND ANIKI STYLE~
- 17 décembre 2008 : Debut 40th Anniversary: Ichirō Mizuki TV Size Shudaika Best (デビュー40周年記念 水木一郎TVサイズ主題歌ベスト?)

## Chansons notables

### Chansons d'anime
- Genshi Shōnen Ryū ga Yuku (原始少年リュウが行く?) (générique de début de Geshi Shōnen Ryū)
- Mazinger Z (マジンガーZ?) (générique de début de Mazinger Z)
- Bokura no Mazinger Z (ぼくらのマジンガーZ?) (générique de fin de Mazinger Z)
- Babel Nisei (バビル2世?) (générique de début de Babel II)
- Seigi no Chō Nōryoku Shōnen (正義の超能力少年?) (générique de fin de Babel II)
- Ore wa Great Mazinger (おれはグレートマジンガー?) (générique de début de Great Mazinger)
- Yūsha wa Mazinger (勇者はマジンガー?) (générique de fin de Great Mazinger)
- Tekkaman no Uta (テッカマンの歌?) (générique de début de Tekkaman: The Space Knight)
- Space Knights no Uta (スペースナイツの歌?) (générique de fin de Tekkaman: The Space Knight)
- Kōtetsu Jeeg no Uta (鋼鉄ジーグのうた?) (générique de début de Steel Jeeg)
- Hiroshi no Theme (ひろしのテーマ?) (générique de fin de Steel Jeeg)
- Combattler V no Theme (コン・バトラーVのテーマ?) (générique de début de Combattler V)
- Yuke! Combattler V (行け!コン・バトラーV?) (générique de fin de Combattler V)
- Tatakae! Gakēn (たたかえ!ガ・キーン?) (générique de début de Magne Robo Gakeen, avec Mitsuko Horie)
- Takeru to Mai no Uta (猛と舞のうた?) (générique de fin de Magne Robo Gakeen, avec Mitsuko Horie)
- Try Attack! Mechander Robo (トライアタック!メカンダーロボ?) (générique de début de Mechander Robo)
- Sasurai no Hoshi Jimmy Orion (さすらいの星 ジミーオリオン?) (générique de fin de Mechander Robo)
- Hyōga Senshi Guyslugger (氷河戦士ガイスラッガー?) (générique de début de Hyōga Senshi Guyslugger)
- Chichi wo Motomete (父をもとめて?) (générique de fin de Voltes V)
- Chōjin Sentai Baratack (超人戦隊バラタック?) (générique de début de Baratack)
- Grand Prix no Taka (グランプリの鷹?) (générique de début de Arrow Emblem Grand Prix no Taka)
- Laser Blues (レーサーブルース?) (générique de fin de Arrow Emblem Grand Prix no Taka)
- Captain Harlock (キャプテンハーロック?) (générique de début d'Albator, le corsaire de l'espace)
- Warera no Tabidachi (われらの旅立ち?) (générique de fin d'Albator, le corsaire de l'espace)
- Lupin Sansei Ai no Theme (ルパン三世愛のテーマ?) (générique de fin de Lupin III)
- Tatakae! Golion (斗え!ゴライオン?) (générique de début de Golion)
- Gonin de Hitotsu (五人でひとつ?) (générique de fin de Golion)
- Game Center Arashi (ゲームセンターあらし?) (générique de début de Game Center Arashi)
- Mawari Himawari Hero Hero-kun (まわりひまわりへろへろくん?) (générique de début de Hero Hero-kun)
- SOULTAKER (?) (générique de début de The SoulTaker)
- Sangō no Hitsugi (塹壕の棺?) (génériques de fin et de début (épisode 13) de Godannar, avec Mitsuko Horie)
- ENGAGE!!! Godannar (ENGAGE!!!ゴーダンナー?) (générique de début de la deuxième saison de Godannar, avec Mitsuko Horie)
- Stormbringer (générique de début de Kōtetsushin Jeeg, comme membre de JAM Project)
- The Hero (musique du combat de l'épisode 22 de la saison 2 de Wakfu)

Il a également chanté les génériques de beaucoup d'autres anime célèbres, comme le thème de Macross, ainsi que de nombreuses chanson pour les séries de l'univers de Mobile Suit Gundam.

### Chansons pour desOVA
- CROSS FIGHT! (générique de début de Dangaioh, avec Mitsuko Horie)
- Ima ga sono Toki da (今がその時だ?) (1er générique de début de Getter Robo Armageddon)
- Dare ka ga Kaze no Naka de (誰かが風の中で?) (générique de fin de Tenamonya Voyagers)
- STORM (générique de début de Shin Getter Robo vs Neo Getter Robo, avec Hironobu Kageyama)
- Mazinger Sanka (マジンガー讃歌?) (chanson pour Mazinkaiser)
- Mazinkaiser no Theme (マジンカイザーのテーマ?) (chanson pour Mazinkaiser)
- TORNADO (générique de fin de Mazinkaiser, comme membre de JAM Project)

### Chansons pour des jeux vidéo
- Double Impact (ダブル・インパクト?) (Thème musical de Ganbare Goemon ~Neo Momoyama Bakufu no Odori)
- Ara buru Damashī +Alpha (荒ぶる魂+α?) (chanson pour Super Robot Wars Alpha)
- STEEL SOUL FOR YOU (chanson pour Super Robot Wars Alpha, avec Hironobu Kageyama)
- Tomo yo ~Super Robot Wars Alpha~ (戦友よ。~SUPER ROBOT WARS α~?) (chanson pour Super Robot Wars Alpha)
- Wa ni Teki Nashi (我ニ敵ナシ?) (chanson pour Super Robot Wars Alpha)
- Denkō Sekka Volder (電光石火ヴォルダー?) (Thème musical de Tatsunoko Fight)
- Gattai! Donranger Robo (合体!ドンレンジャーロボ?) (chanson pour Taiko no Tatsujin: Tobikkiri! Anime Special)
- Kitto Motto Zutto (きっと もっと ずっと?) (chanson pour Taiko no Tatsujin: Tobikkiri! Anime Special, avec Mitsuko Horie et Hironobu Kageyama)
- Hibike! Taiko no Tatsujin (響け!太鼓の達人?) (chanson pour Taiko no Tatsujin: Tobikkiri! Anime Special, avec Mitsuko Horie et Hironobu Kageyama)

### Chansons de tokusatsu
- Bokura no Barom One (ぼくらのバロム1?) (générique de début de Barom 1)
- Yūjō no Barom Cross (友情のバロム・クロス?) (générique de fin de Barom 1)
- Arashi yo Sakebe (嵐よ叫べ?) (générique de début de Henshin Ninja Arashi)
- Warera wa Ninja (われらは忍者?) (générique de fin de Henshin Ninja Arashi)
- Hakaider no Uta (ハカイダーの歌?) (insert song de Kikaider)
- Saburō no Theme (三郎のテーマ?) (insert song de Kikaider)
- Shōnen Kamen Rider Tai no Uta (少年仮面ライダー隊の歌?) (1er générique de fin de Kamen Rider V3)
- Robot Keiji (ロボット刑事?) (générique de début de Robot Keiji)
- Susume Robot Keiji (進めロボット刑事?) (générique de fin de Robot Keiji)
- Shiro Shishi Kamen no Uta (白獅子仮面の歌?) (générique de début de Shiro Shishi Kamen)
- Chest! Chest! Inazuman (チェスト!チェスト!イナズマン?) (générique de fin de Inazuman)
- Setup! Kamen Rider X (セタップ!仮面ライダーX?) (générique de début de Kamen Rider X)
- Ore wa X Kaizorg (おれはXカイゾーグ?) (générique de fin de Kamen Rider X)
- Inazuman Action (イナズマン・アクション?) (générique de fin de Inazuman Flash)
- Ganbare Robocon (がんばれロボコン?) (1er générique de début de Ganbare!! Robocon)
- Oira Robocon Robot dai! (おいらロボコンロボットだい!?) (2e générique de début de Ganbare!! Robocon)
- Robocon Robot Sekai Ichi (ロボコン・ロボット世界一?) (1er générique de fin de Ganbare!! Robocon)
- Robocon Ondō (ロボコン音頭?) (2e générique de fin de Ganbare!! Robocon)
- Hashire!! Robcon Undōkai (走れ!!ロボコン運動会?) (3e générique de fin de Ganbare!! Robocon)
- Robocon Gattsuracon (ロボコン ガッツラコン?) (4e générique de fin de Ganbare!! Robocon)
- Bōken Rockbat (冒険ロックバット?) (générique de début de Bōken Rockbat)
- Tetsu no Prince Blazer (鉄のプリンス・ブレイザー?) (générique de fin de Bōken Rockbat)
- Kamen Rider Stronger no Uta (仮面ライダーストロンガーのうた?) (générique de début de Kamen Rider Stronger)
- Kyō mo Tatakau Stronger (きょうもたたかうストロンガー?) (2e générique de fin de Kamen Rider Stronger, avec Mitsuko Horie)
- Stronger Action (ストロンガーアクション?) (3e générique de fin de Kamen Rider Stronger, avec Mitsuko Horie)
- Yukuzo! BD7 (行くぞ!BD7?) (générique de début de Shōnen Tantei Dan)
- Shōnen Tantei Dan no Uta (少年探偵団のうた?) (générique de fin de Shōnen Tantei Dan)
- Shōri da! Akumaizer 3 (勝利だ!アクマイザー3?) (générique de début de Akumaizer 3)
- Susume Zaiderbeck (すすめザイダベック?) (générique de fin de Akumaizer 3)
- Kagayaku Taiyō Kagestar (輝く太陽カゲスター?) (générique de début de The Kagestar)
- Star! Star! Kagestar (スター!スター!カゲスター?) (générique de fin de The Kagestar)
- Tatakae! Ninja Captor (斗え!忍者キャプター?) (générique de début de Ninja Captor, avec Mitsuko Horie)
- Ōzora no Captor (大空のキャプター?) (générique de fin de Ninja Captor, avec Mitsuko Horie)
- Jigoku no Zubat (地獄のズバット?) (générique de début de Kaiketsu Zubat)
- Otoko wa Hitori Michi wo Yuku (男はひとり道をゆく?) (générique de fin de Kaiketsu Zubat)
- Oh!! Daitetsujin One Seven (オー!!大鉄人ワンセブン?) (générique de début de Daitetsujin 17)
- One Seven Sanka (ワンセブン讃歌?) (générique de fin de Daitetsujin 17)
- Kyōryū Sentai Koseidon (恐竜戦隊コセイドン?) (générique de début de Kyōryū Sentai Koseidon)
- Koseidon March (コセイドンマーチ?) (générique de fin de Kyōryū Sentai Koseidon)
- Battle Fever Sanka (バトルフィーバー讃歌?) (insert song de Battle Fever J)
- Battle Fever Dai Shutsugeki (バトルフィーバー大出撃?) (insert song de Battle Fever J)
- Yuke! Yuke! Megaloman (行け!行け!メガロマン?) (générique de début de Megaloman)
- Waga Kokoro no Rozetta Hoshi (我が心のロゼッタ星?) (générique de fin de Megaloman)
- Moero! Kamen Rider (燃えろ!仮面ライダー?) (1er générique de début de Kamen Rider (Skyrider))
- Otoko no Na wa Kamen Rider (男の名は仮面ライダー?) (2e générique de début de Kamen Rider (Skyrider))
- Haruka naru Ai ni Kakete (はるかなる愛にかけて?) (1er générique de fin de Kamen Rider (Skyrider))
- Kagayake! 8-Nin Rider (輝け!8人ライダー?) (2e générique de fin de Kamen Rider (Skyrider))
- Junior Rider Tai no Uta (ジュニアライダー隊の歌?) (2e générique de fin de Kamen Rider Super-1)
- Ashita ga Arusa (あしたがあるさ?) (insert song de Taiyō Sentai Sun Vulcan)
- Umi ga Yondeiru (海が呼んでいる?) (insert song de Taiyō Sentai Sun Vulcan)
- Kagayake! Sun Vulcan (輝け!サンバルカン?) (insert song de Taiyō Sentai Sun Vulcan)
- Kimi wa Panther (君はパンサー?) (insert song de Taiyō Sentai Sun Vulcan)
- Taiyō March (太陽マーチ?) (insert song de Taiyō Sentai Sun Vulcan)
- Andro Melos (アンドロメロス?) (générique de début de Andro Melos)
- Kaette Koiyo Andro Melos (帰ってこいよアンドロメロス?) (générique de fin de Andro Melos)
- Jikū Senshi Spielvan (時空戦士スピルバン?) (générique de début de Spielvan)
- Kimi on Nakama da Spielvan (君の仲間だスピルバン?) (1er générique de fin de Spielvan)
- Kesshō da! Spielvan (結晶だ!スピルバン?) (2e générique de fin de Spielvan)
- Time Limit (タイムリミット?) (générique de fin de Metalder)
- Eien no Tameni Kimi no Tameni (永遠のために君のために?) (insert song de Kamen Rider Black RX)
- Just Gigastreamer (ジャスト・ギガストリーマー?) (insert song de Winspector)
- Yūsha Winspector (勇者ウインスペクター?) (insert song de Winspector)
- Yume mo Hitotsu no Nakama-Tachi (夢もひとつの仲間たち?) (insert song de Winspector)
- Hoero! VoiceLugger (ほえろ!ボイスラッガー?) (générique de début de VoiceLugger)
- Samba de Gaoren (サンバ de ガオレン?) (insert song de Hyakujū Sentai Gaoranger)
- Hyakujū Gattai! Gaoking (百獣合体!ガオキング?) (insert song de Hyakujū Sentai Gaoranger)
- Tao (道?) (générique de fin de Juken Sentai Gekiranger)
- Chikai (誓い?) (insert song de Juken Sentai Gekiranger)
- Burning Up ! ~Jōnetsu wo uketsuide~ (Burning up! 〜情熱を受け継いで〜?) (insert song de Juken Sentai Gekiranger, avec Takayoshi Tanimoto)
- Drastic Groundion (insert song de Tensou Sentai Goseiger)
- KANZEN TREASURE (insert song de Kaizoku Sentai Gokaiger)
- Li-Oh ! Kenzan ! Champion ! (ライオー！見参！チャンピオン！?) (insert song de Tokumei Sentai Go-Busters)

## Rôles notables

### Anime
- Koraru no Tanken : Rat Hector
- Space Carrier Blue Noah : Commandant groupe
- Le Prince Hercule : La☆Keen

### OVA
- Dangaioh : Yoldo (premier épisode)

### Jeux vidéo
- Super Robot Wars Alpha 3 : Keisar Ephes
- Bobobo-bo Bo-bobo Hajike Matsuri (dans la version d'anime, seiyū agi par Takehito Koyasu, chanson de thème)

### Tokusatsu
- Spielvan : Dr. Ben
- VoiceLugger : VoiceLugger Gold (voice)
- Chō Ninja Tai Inazuma!! SPARK : Shōryūsai Mizuki
- Kamen Rider W : Ichirōuta Onuki
- Tokumei Sentai Go-Busters : Saburo Hazuki, Lio Attaché (voix), GB Custom Visor (voix)